# William Wirt (fiscal general)
William Wirt (8 de noviembre de 1772 - 18 de febrero de 1834) fue un autor y estadista estadounidense al que se le atribuye haber convertido la oficina del fiscal general de los Estados Unidos en una de influencia. Fue el fiscal general que sirvió más años en la historia de los Estados Unidos. También fue el candidato antimasónico para la presidencia en las elecciones presidenciales de 1832.

## Biografía
William Wirt nació en Bladensburg, Maryland de una madre alemana y un padre suizo. Como niño, sus padres se murieron y su tío Jasper Wirt lo crio. Wirt asistió a varias escuelas clásicas.
Wirt sirvió como tutor para su compañero Ninian Edwards (más tarde el gobernador de Illinois) y su familia, y vivió con el padre de Ninian Benjamin, estudiando para ser admitido a la abogacía.

### Carrera política
Wirt fue admitido a la abogacía en Virginia en 1792, y empezó a ejercer en Culpeper Courthouse. En 1795, se casó con Mildred Gilmer y se mudó a Pen Park, cerca de Charlottesville. Allí conoció a varias personas influyentes, incluyendo a Thomas Jefferson y James Monroe.
En 1799, su esposa falleció y Wirt se mudó a Richmond, donde fue el secretario de la Cámara de Delegados de Virginia, entonces el canciller del Distrito Oriental de Virginia. En 1802, se casó con Elizabeth Washington Gamble.

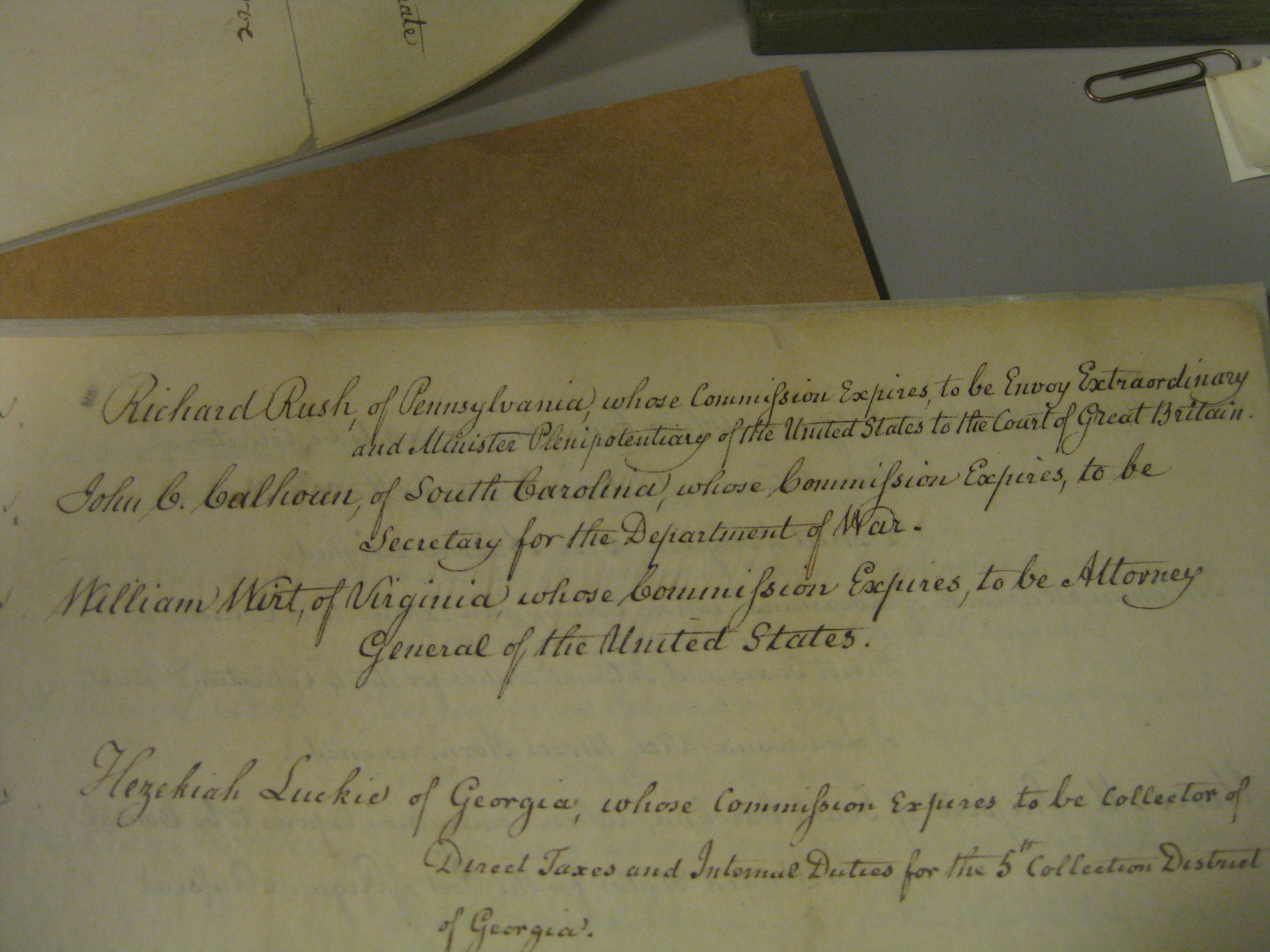
Nombramiento de William Wirt como fiscal general

En 1807, el presidente Thomas Jefferson pidió que Wirt sirviera como el fiscal en el juicio de traición de Aaron Burr.
En 1808, Wirt fue elegido a la Cámara de Delegados de Virginia. En 1816 fue nombrado fiscal general del Distrito de Virginia, y en 1817 el presidente James Monroe lo nombró el noveno fiscal general de los Estados unidos, un cargo que mantuvo hasta el año 1829.
En 1824, el fiscal general Wirt arguyó por los Estados Unidos contra Daniel Webster en el caso de Gibbons contra Ogden. Wirt arguyó que las leyes federales de patentes tenían supremacía sobre las leyes estatales cuando el estado de Nueva York otorgó a Aaron Ogden el derecho exclusivo de operar un vapor entre Nueva York y Nueva Jersey. Wirt arguyó que el poder de estados de otorgar patentes sería contradictorio con el poder federal de otorgar patentes. Aunque la Corte Suprema no decidió la cuestión, la Corte afirmó la opinión de Wirt más de 140 años más tarde en el caso de Sear, Roebuck & Co. contra Stiffel Co.
En junio de 1830, una delegación de los cheroqui encabezada por el jefe John Ross eligió a Wirt para defender los derechos de los cheroqui ante la Corte Suprema. En el caso de la Nación Cheroqui contra Georgia, Wirt arguyó que la Nación cheroqui fue "una nació extranjera en el sentido de nuestra constitución y leyes" y por eso no estaba sujeto a la jurisdicción del estado de Georgia. Wirt pidió que la Corte Suprema anulara todas las leyes de Georgia que se extendieran sobre el territorio cheroqui por la razón de que estas leyes violaban la Constitución de los Estados Unidos y los tratados entre los Estados Unidos y los cheroqui. Aunque la Corte determinó que no tenía la jurisdicción original en el caso, mantuvo la posibilidad que podía dictaminar a favor de los cheroqui. Por eso, Wirt esperó un caso para resolver la constitucionalidad de las leyes de Georgia. El 1 de marzo de 1831, Georgia aprobó una ley destinada a desalojar a unos misioneros, quienes eran percibidos como apoyando a los cheroqui en su resistencia contra su traslado forzoso. El American Board of Commissioners for Foreign Missions, una organización de misioneros cristianos, contrató a Wirt para cuestionar la nueva ley. El 3 de marzo de 1832, en la decisión en el caso de Worcester contra Georgia, el presidente de la Corte Suprema John Marshall dictaminó que la Nación cheroqui era «una comunidad distinta, ocupando su propio territorio, con fronteras descritas con exactitud, en la que las leyes de Georgia no pueden tener fuerza, y la que los ciudadanos de Georgia no tienen derecho de entrar sin el asentimiento de los cheroqui o en conformidad con los tratados y leyes del Congreso».

### Vida más tarde y campaña presidencial
Después de salir de su cargo de fiscal general, Wirt se asentó en Baltimore, Maryland. En 1832 el Partido antimasónico lo nombró su candidato para la presidencia. Este partido convocó la primera convención nacional de nominación en los Estados Unidos el 11 de septiembre de 1830 en Filadelfia, una fecha elegida para conmemorar el cuarto aniversario del asunto Morgan. Sin embargo, no eligieron ningún candidato, y Wirt fue nombrado candidato durante la segunda convención en Baltimore el 28 de septiembre de 1831.
Wirt era, de hecho, un ex masón. Wirt escribió en su carta de aceptación que consideraba la francmasonería inobjetable y que en su experiencia muchos masones eran «hombres inteligentes de carácter honorable» que nunca pondrían la francmasonería por encima de «sus deberes ante Dios y el país».
El historiador William Vaughn llamó a Wirt "posiblemente el candidato presidencial más renuente y no dispuesto nombrado por un partido en los Estados Unidos." Wirt empezó a arrepentirse de su nombramiento y se alejó de la campaña. Esperaba apoyo nacional para una coalición entre los antimasones y los nacional-republicanos que vencería los demócratas jacksonianos. Sin embargo, Jackson ganó las elecciones. En las elecciones, Wirt ganó el estado de Vermont, el primer candidato de un tercer partido organizado en ganar un estado. When The Providence American newspaper suggested that Wirt could run again in 1836, he quickly declined.: 69 
En 1833, Wirt y su yerno se involucraron en el establecimiento de una colonia de inmigrantes alemanes en Florida en tierras que WIrt había comprado; este negocio fracasó.
Wirt ejerció la ley hasta su muerte. Wirt enfermó en febrero de 1834 en Washington mientras asistía los procesamientos de la Corte Suprema.: 366–367  Se murió el 18 de febrero de 1834.
El presidente Jackson y miembros de su gabinete asistieron a su extremaunción; John Quincy Adams leyó un elogio en la Cámara de Representantes. William Wirt está enterrado en el Cementerio Congresional en Washington D. C. El Condado de Wirt en Virginia Occidental es nombrado en su honor.

## Robo de Tumba
En los años 2000, después de unas llamadas misteriosas al cementerio, se descubrió que en la década de 1970, alguien había entrado en la Tumba Wirt y había robado el cráneo de Wirt. El cráneo fue recuperado de la casa de un coleccionista de objetos históricos, y en 2005, investigadores del Instituto Smithsoniano afirmaron que el cráneo era de William Wirt, y el cráneo fue devuelto a su tumba.